# Stigmella crataegifoliella
Stigmella crataegifoliella là một loài bướm đêm thuộc họ Nepticulidae. Nó được tìm thấy ở Ohio, Pennsylvania, Kentucky và Ontario.

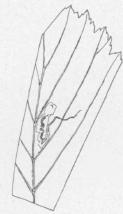
Mine

Sải cánh dài 3.5-4.5 mm. Con trưởng thành bay vào tháng 5 và một lần nữa vào tháng 8 in Ohio. Có hai lứa trưởng thành một năm.
Ấu trùng ăn Crataegus species. Chúng ăn lá nơi chúng làm tổ. 